# Bryocarpum himalaicum
Bryocarpum himalaicum är en art i familjen viveväxter i det monotypiska släktet Bryocarpum. Arten liknar alpklockssläktet eller vivesläktet på flera sätt men släktskapet är oklart. Från en kort jordstam skjuter bladen upp i rosett. Bladen är 3-9 cm långa och bladskaften kan vara ännu längre (3-11 cm). Bladet är äggformigt och helbräddat, med små mörka glandler och korta hår. Stjälkarna är 10-20 cm långa vid blomningen, men upp till 35 cm vid fruktmognaden. Blomman är klocklik, lätt uppåtriktad och upprepat flikig. Blomfärgen är gul. Frukten är en sprickkapsel med kvarsittande foder. Bryocarpum himalaicum växer i Kina i barrskog och blandskog på hög höjd, 3000-4000 m ö.h. i sydöstra Xizang, i Sikkim, Nepal och Bhutan, men den är sällsynt och svår att hitta.